# 스파이크 (미사일)
스파이크(영어: spike, 히브리어: ספייק)는 이스라엘의 라파엘(RAFAEL Armament Development Authority)사에서 개발한 4세대 대전차 미사일이다. 여러 국가의 2세대 대전차 미사일(밀란 미사일과 M47 드래곤 등)이 스파이크 미사일로 대체되고 있다.

## 버전
- 스파이크-SR: 단거리(SR: short range) 대전차 미사일. 사정거리 1500m. 보병 휴대용이며 단거리 대전차미사일이다.
- 스파이크-MR: (Gill 미사일로도 부른다) 중거리(MR: medium range) 대전차 미사일. 미사일 무게 14 kg, 사정거리 2,500m로 보병 또는 특수부대용이다.
- 스파이크-LR: 장거리(LR: long range) 대전차 미사일. 미사일 무게 14 kg, 사정거리 4,000m로 보병 또는 차량거치 혹은 차량탑재용이다.
- 스파이크-ER: 사정거리 연장형(ER: extended range) 대전차 미사일. 처음에는 NT-Dandy 또는 NT-D로 불렸다. 미사일 무게 34 kg, 사거리는 8,000m이며 보병, LCV, 헬기(유로콥터 타이거 참조.)에서 사용한다. 핀란드 육군은 대함 미사일로도 사용한다.

## 스파이크 NLOS
"Non Line Of Sight" 버전. 미사일 무게 70 kg, 사정거리 25 km이다. 헬리콥터에서 발사가능하다. 스파이크 NLOS는 이미 실전배치되어 있다.
지상이나 헬리콥터에서 발사 할 수 있다. 1973년 욤 키푸르 전쟁에서 고정밀 유도 전술 지상 대지 전장 미사일이 필요하다는 교훈을 얻었다.
최초 모델은 1981년 페레 전차와 함께 IDF에 실전배치 되었지만, 둘 다 2011년까지 대중에게 공개되지 않았다.
스파이크 NLOS는 다른 스파이크 버전과 유사한 광섬유 링크를 사용하지만 8 km에 불과하며, 그 후에는 명령 안내를 위해 무선 데이터 링크를 사용한다.
2011년에는 영국군이 2007년부터 이라크와 아프가니스탄에서 증가하는 반란군 공격에 노출 된 후, 이스라엘군이 보유한 탄약창고에서 직접 가져온 미사일을 급히 장착하는 방식으로, NLOS의 3 가지 버전을 실전배치했다. 600발을 구매했다. 처음에는 임대된 M113 장갑차 위의 발사기에 장착했다. 나중에 미사일은 별도의 트레일러 발사대에서 발사되어, 비표준 M113 장갑차를 모두 사용중단했다.
2011년 9월 6일, 한국 정부는 알려지지 않은 수의 스파이크 NLOS 미사일을 구입하기로 계약했다.
라파엘사는 반 능동 레이저 (SAL) 기능과 다양한 대전차, 폭발 침투 및 고폭탄 조각화 탄두를 갖춘 기존 EO-IR / CCD 시커를 강화하여 특정 응용 분야를 충족함으로써 미사일의 다양성을 확장하기 위해 노력하고 있다.
2020년, 미국 육군은 아파치 헬기에 장착할 스파이크 NLOS 미사일을 조달할 계획을 발표했다.

## 운용국가
- 체코
- 핀란드 - 중거리형(MR) 발사기 100기에 옵션으로 70기 이상 및 사거리연장형(ER) 발사기 18기 보유
- 이스라엘 - 라파엘 사(RAFAEL Armament Development Authority)에서 개발
- 이탈리아
- 인도
- 오스트레일리아
- 아제르바이잔
- 벨기에
- 브라질
- 캐나다
- 콜롬비아
- 크로아티아
- 에콰도르
- 에스토니아
- 독일
- 라트비아
- 리투아니아
- 페루
- 필리핀
- 폴란드 - 장거리형(LR) 발사기 264기 및 사거리연장형(ER) 발사기 160기를 패트리아 AMV 차량에 탑재하여 운용(미사일은 2,675발)
- 포르투갈
- 슬로바키아
- 슬로베니아
- 스페인
- 영국
- 미국
- 네덜란드
- 루마니아
- 칠레
- 싱가포르
- 스페인 - 중거리형(MR) 및 260기의 장거리 발사기 보유(미사일 2,600발)
- 대한민국 - NLOS 백령도, 연평도 해병대 대대 59기, 육해공에서 발사 가능,사정거리 25Km, 미사일 무게 70 kg

## 특성
- 유효 사거리: 400 - 8,000 meters
- 길이
  - 캐니스터에 탑재된 미사일: 167 cm
- 직경
  - 캐니스터에 탑재된 미사일: 17 cm
- 중량
  - 캐니스터에 탑재된 미사일: 33 kg
  - 발사대 무게: 55 kg
  - 발사대 + 4 발의 미사일 실탄: 187 kg
  - 삼각대: 3 kg
- 운용
  - - 발사 후 망각(Fire and Forget)
  - - 발사, 관측 및 업데이트(Fire, Observe & Update) :
  - - 발사 및 조종(Fire and steer) :
- 엔진: 2 단계 고체 로켓 모터
- 유도방식
  - - 전자 광학 (CCD, IR 또는 듀얼 CCD/IIR),
  - - 수동식 CCD 또는 듀얼 CCD/IIR 시커
- 탄두: 텐덤 방식의 성형작약탄(shaped charge)

## 대한민국

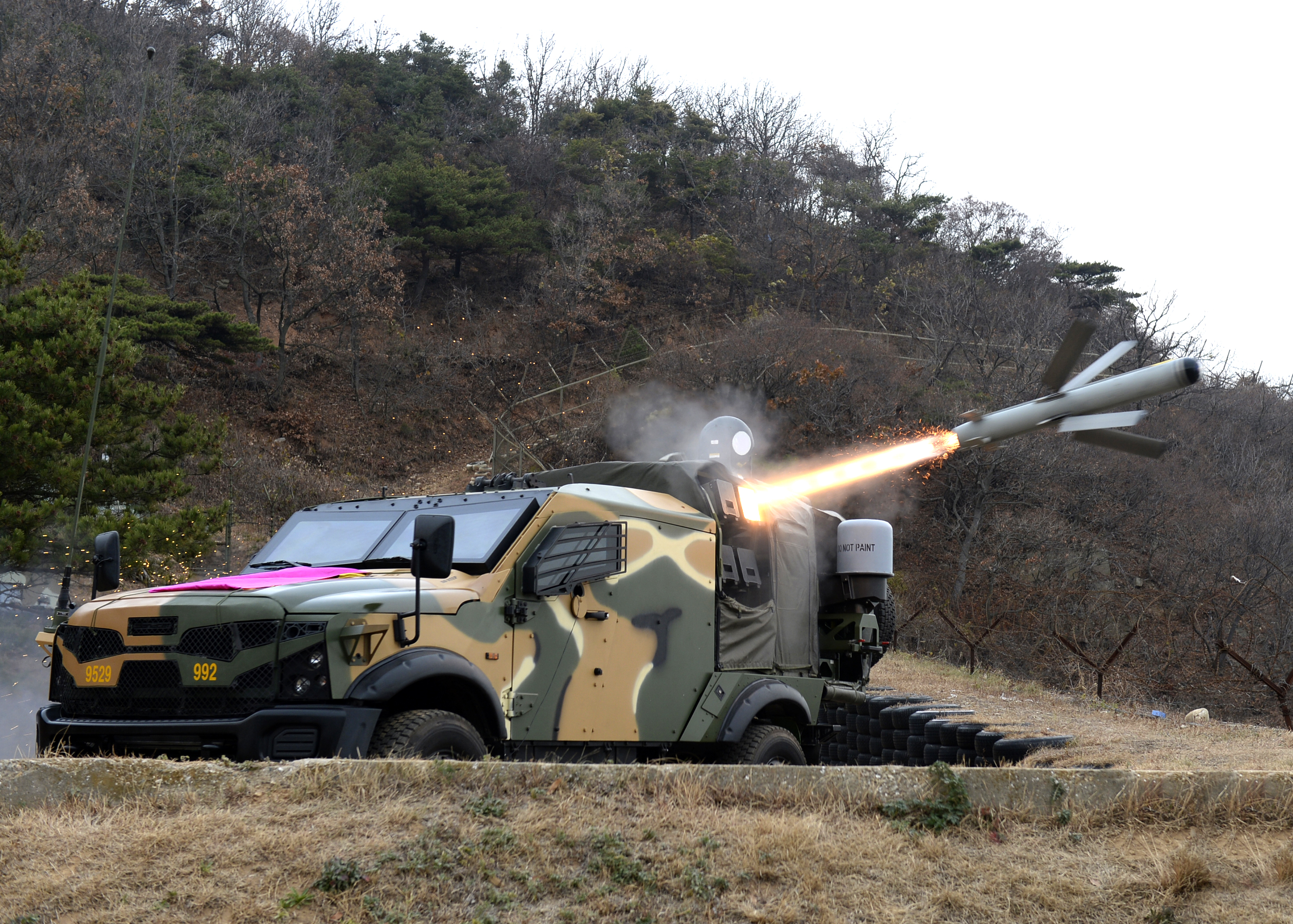
Plasan Sand Cat에서 발사되는 스파이크 NLOS.

2010년 연평도 포격 사건에 대한 대응조치로서, 2013년 한국은 한발당 3억원에 스파이크 NLOS 수십발을 연평도에 배치했다. 500억원이 들었다. 비슷한 크기인 이스라엘의 아이언 돔은 한발당 최저 4천만원으로 알려져 있다. 다만 스파이크 미사일은 공격용이며 아이언 돔은 날아오는 적 로켓을 요격하는 방어용이므로 직접비교는 부당하다.
미국은 스파이크 NLOS와 비슷한 NLOS-LS(en:XM501 Non-Line-of-Sight Launch System)를 개발하다 중단했다. 대신 그리핀 미사일을 사용하기로 하였다.
한화에서 천검 대전차 미사일을 개발했다.

## 같이 보기
- FGM-148 재블린 - 미국의 대전차 미사일
- 9M133 코넷 - 러시아의 대전차 미사일
- 01식 대전차유도탄 - 일본판 재블린
- JAGM - 미국의 차기 공대지 미사일. 토우, 메버릭, 헬파이어를 교체할 것이다.
- AGM-169 Joint Common Missile - 미국의 차기 공대지 미사일. 무게 49 kg. 메버릭과 헬파이어를 교체할 것이다.
- AGM-65 메버릭 - 미국의 공대지 미사일. 무게 208 ~ 302 kg
- AGM-114 헬파이어 - 미국의 공대지 미사일. 무게 57 kg
- 나그 미사일 - 인도의 공대지 미사일. 무게 42 kg
- 님로드 미사일 - 이스라엘의 공대지 미사일. 무게 96 kg
- 스파이크 미사일 - 이스라엘의 공대지 미사일. 무게 70 kg
- TRIGAT-LR - 유럽의 공대지 미사일. 무게 49 kg
- 현궁 - 한국의 대전차 미사일